# Военный госпиталь в Челси

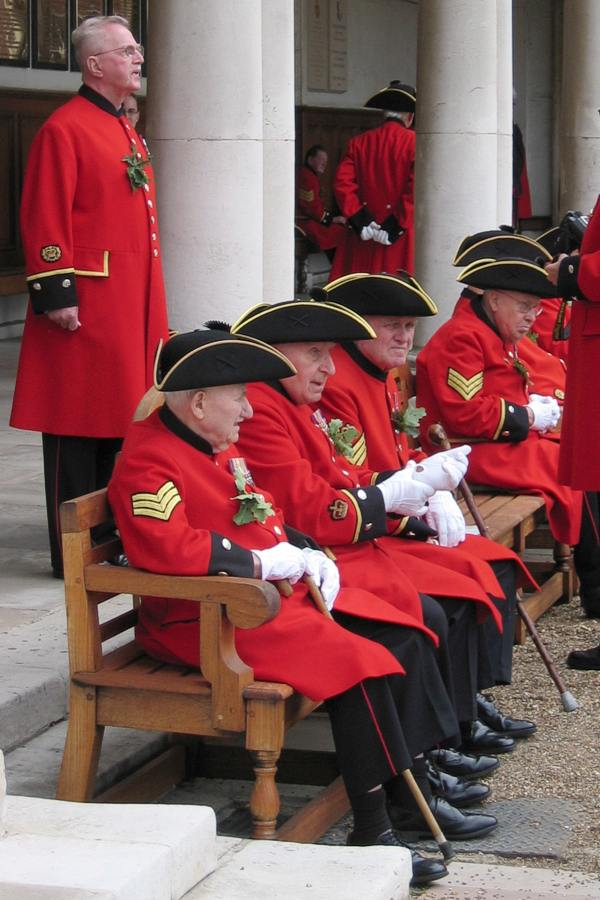
Пенсионеры госпиталя на ежегодно отмечаемом дне «отцов-основателей» заведения.

Королевский госпиталь в Челси (Royal Hospital Chelsea) — инвалидный дом для престарелых бессемейных военнослужащих (от рядовых до фельдмаршалов), учреждённый указом Карла II в Челси в декабре 1681 г. по образу и подобию парижского Дома инвалидов.

## Описание
«Челсийские пенсионеры» (англ.) (Chelsea pensioneers) носили красные камзолы и обладали рядом привилегий. Они не увольнялись со службы, что позволяло выплачивать им довольствие даже в глубокой старости. Число пенсионеров редко превышало три сотни. Последний приют они находили на кладбище при больничной церкви. Первая женщина среди подопечных госпиталя появилась только в 2009 году. По аналогичным принципам был организован Гринвичский госпиталь для моряков.
Строительство инвалидных домов в Челси и Гринвиче было поручено Кристоферу Рену. Работы продолжались до 1692 года. В 1809 году Джон Соун пристроил к инвалидному дому новое здание больницы, которое было разбомблено во время битвы за Британию и снесено. Об основателе госпиталя напоминает памятник Карлу II, который к 50-летнему юбилею царствования Елизаветы II был позолочен.
Интерьеры инвалидного дома, спроектированного Реном, представляют большую художественную ценность и открыты для посещения туристами. Также множество посетителей привлекает цветочное шоу в Челси, проходящее на территории инвалидного дома с 1913 года. В состав комплекса в Челси с 1960 года входит Национальный музей армии (подобно тому, как в парижском Доме инвалидов помещается Армейский музей).

## Галерея

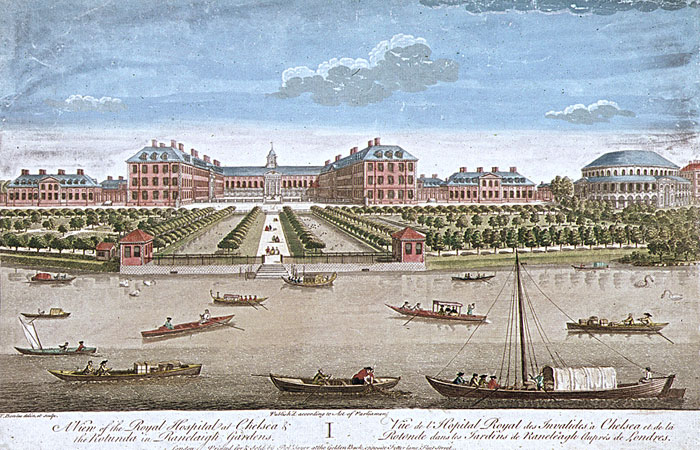
Вид на госпиталь со стороны Темзы (XVIII век).
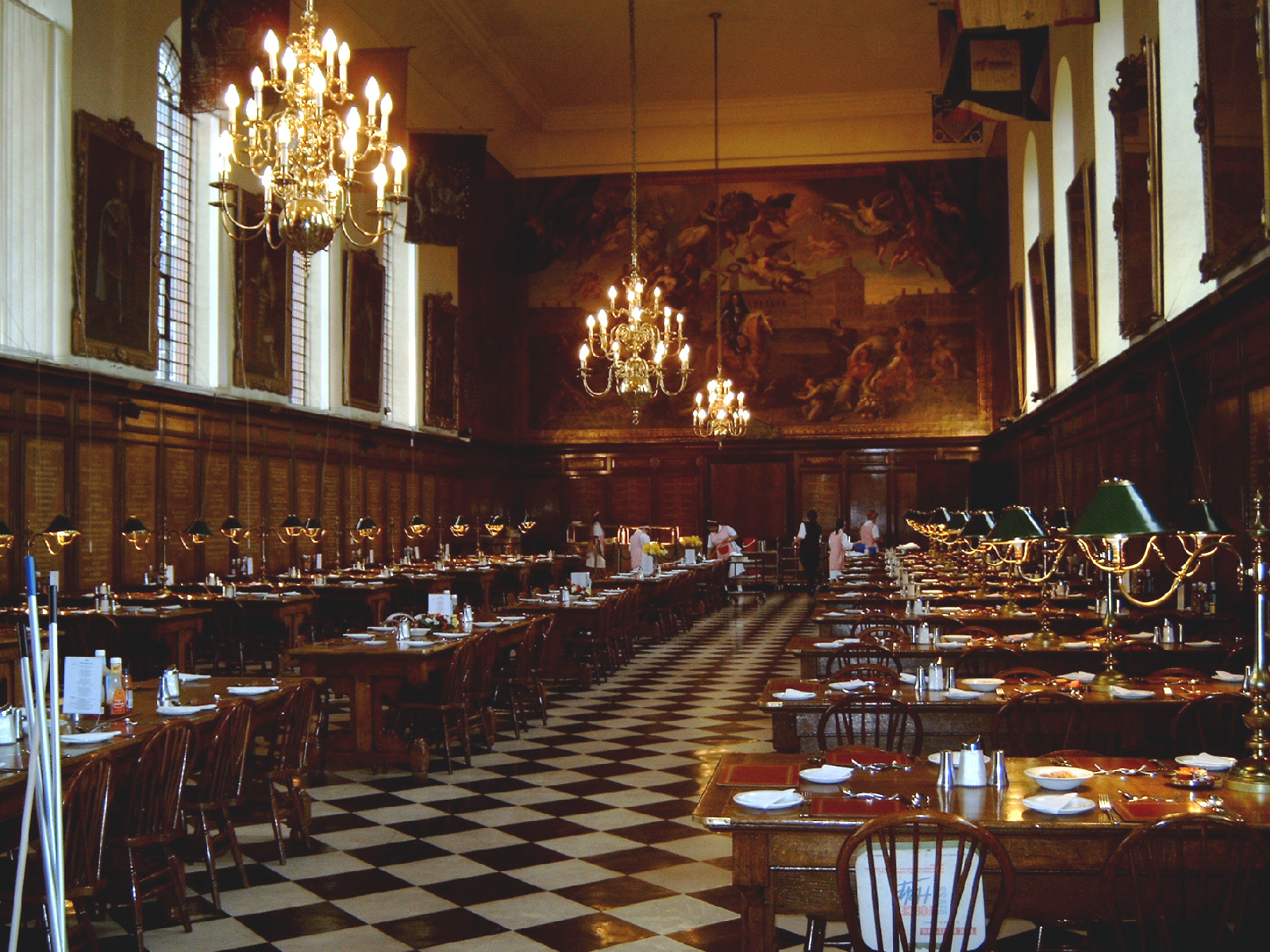
Обеденный зал. Современный вид.
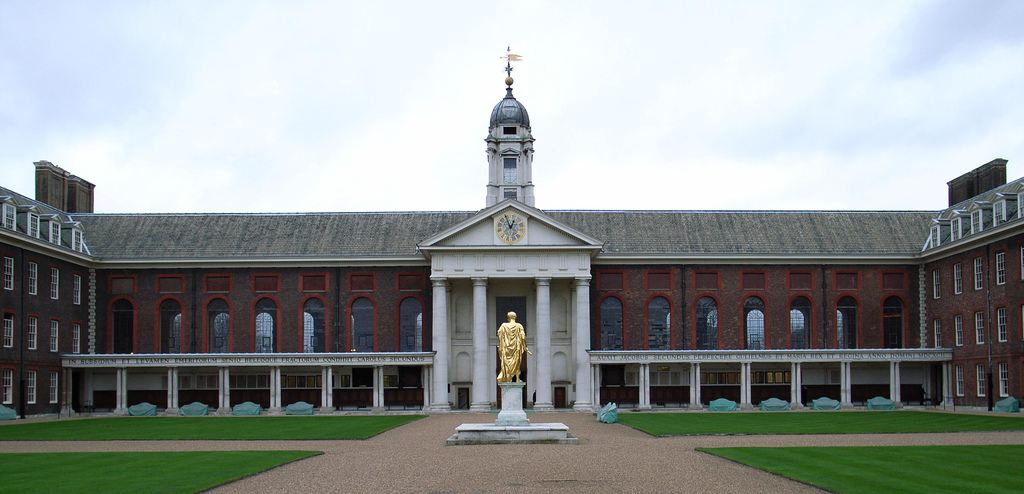
Южный фасад с памятником «весёлому королю». Современный вид.
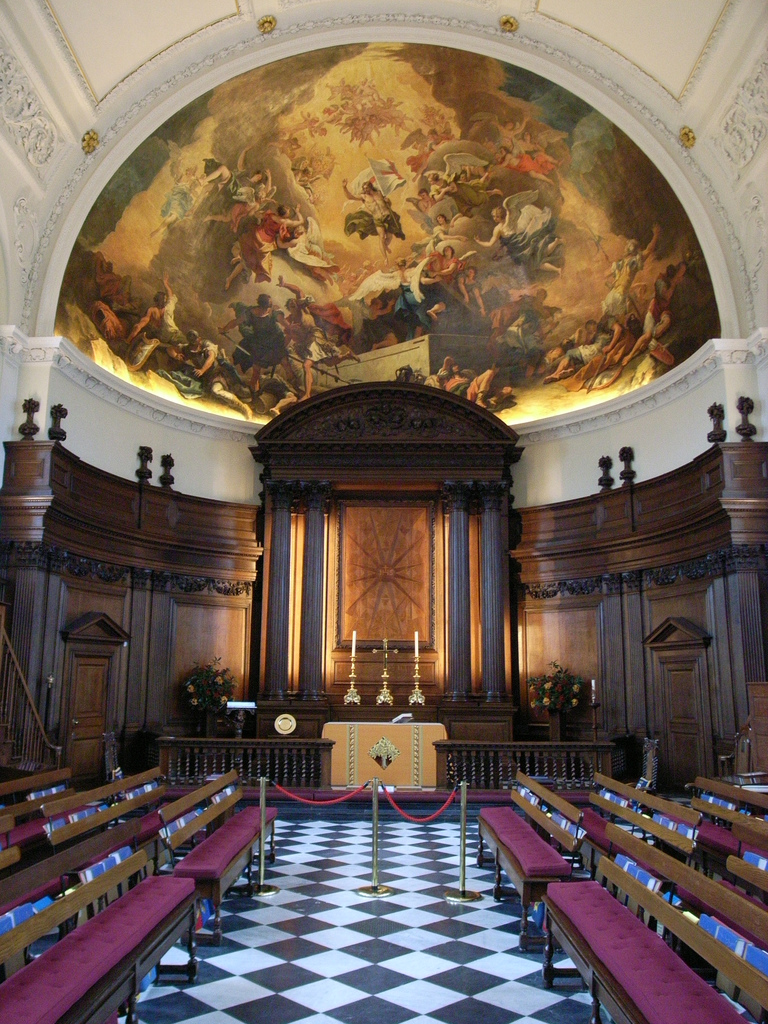
Интерьер церкви. Современный вид.